# Jakob Bill
Jakob Bill (* 2. Juli 1942 in Zürich, Bürgerort Moosseedorf) ist ein schweizerischer Archäologe und Maler der Konkreten Kunst.

Jakob Bill, 2022 in seiner Ausstellung in der Galerie Urs Meile, Luzern.

## Leben und Werk
Jakob Bill wurde als Sohn des Malers, Bildhauers und Designers Max Bill und der Fotografin Binia Bill geboren. Von 1963 bis 1971 studierte er Urgeschichte, Klassische Archäologie und Kunstgeschichte an der Universität Zürich. 1964 verbrachte er ein Auslandssemester am Institute of Archaeology der Universität London. Bereits während seines Studiums gestaltete er von 1967 bis 1969 die Zeitschriftenanzeiger der Galerie Bischofberger, Zürich. 1971 wurde er an der Universität Zürich promoviert.
Anschliessend war er bis 1982 wissenschaftlicher Assistent der prähistorischen Abteilung des Schweizerischen Landesmuseums in Zürich.
1982 wurde Bill Leiter der archäologischen Forschung im Fürstentum Liechtenstein und 1985 bis 2001 erster hauptamtlicher Kantonsarchäologe für den Kanton Luzern. Von 1991 bis 1998 war Bill Präsident des Verbandes der Kantonsarchäologen der Schweiz, seit 1996 ist er Präsident der max, binia + jakob bill stiftung sowie der bill stiftung.
Bill ist als Maler Konkreter Kunst tätig, der auch Siebdrucke, Multiples und Wandbilder für den öffentlichen Raum entwirft.
Er und seine Frau Chantal, geb. Grenier, bekamen drei Kinder. Der einzige Sohn, David Bill (1976–2018), war ebenfalls als Künstler tätig. Typisch für dessen Schaffen waren plastische Kubenelemente aus schwarz und weiss lackiertem Stahlblech.

## Auszeichnungen
- 1969, 1971: Eidgenössisches Kunststipendium
- 1975: Preis der Stiftung für Graphische Kunst in der Schweiz

## Ausstellungen
- 2013: Jakob Bill – Eine Retrospektive. Haus Konstruktiv, Zürich und Museum im Kulturspeicher, Würzburg.
- 2010–2011: ganz konkret. Folge 1 + 2, Haus Konstruktiv, Zürich
- 2008: Schweizer Meister. Swiss Masters. Kunstmuseum Luzern
- 2008: Max Bill zum 100. Geburtstag, Kunstmuseum Winterthur
- 2006: Bildertausch – Neupräsentation der Sammlung Marli Hoppe-Ritter, Museum Ritter, Waldenbuch
- 2006: 50 x 50 – een actueel overzicht van internationale concrete kunst, Mondriaanhuis. Museum voor Constructieve en Concrete, Amersfoort
- 2005: Experiment Konkret, Mondriaanhuis. Museum voor Constructieve en Concrete, Amersfoort